# Beta-alanina
Beta-alanina (ou β-alanina) é um beta-aminoácido, isômero de posição da alanina. Ocorre naturalmente, sendo um aminoácido no qual o grupo amino encontra-se na posição β do grupo carboxilato (dois átomos afastados). O nome IUPAC para a β-alanina é ácido 3-aminopropanóico. Diferentemente de sua contraparte normal, a α-alanina, a β-alanina não tem estereocentro.
A β-alanina não é usada na biossíntese de qualquer proteína ou enzima importante. É formada in vivo pela degradação de diidrouracila e carnosina. É um componente dos peptídeos carnosina e anserina, que ocorrem naturalmente e também do ácido pantotênico (vitamina B5), o qual é um componente da coenzima A. sob condições normais, β-alanina é metabolizada em ácido acético.
β-alanina é o precursor limitante de taxa da carnosina, o que significa dizer que os níveis de carnosina estão limitadas pela quantidade de β-alanina disponível. A suplementação com β-alanina tem sido evidenciada como propiciando o aumento da concentração de carnosina nos músculos, reduzindo a fadiga em atletas e aumentando o trabalho muscular total realizado.

Comparação de β-alanina (direita) com o aminoácido mais costumeiro (quiral), a L-α-alanina (esquerda)

Tipicamente, estudos tem usado estratégias de suplementação de múltiplas doses de 400 mg ou 800 mg, administradas em intervalos regulares de até oito horas, em períodos variando de 4 a 10 semanas. Após uma estratégia de suplementação de dez semanas, o incremento relatado da carnosina intramuscular ficou numa média de 80,1% (variando de 18 a 205%).